# Bořislavka (metropolitana di Praga)
Bořislavka è una stazione della linea A della metropolitana di Praga.

## Storia
La stazione è stata attivata il 6 aprile 2015.

## Strutture e impianti
La stazione, progettata dall'architetto Miroslav Mroczek, è sotterranea ed è dotata di 2 binari, serviti da una banchina centrale.

## Servizi
La stazione ha 2 uscite ed è dotata di ascensori per le persone a mobilità ridotta.
- Biglietteria
- Servizi igienici

## Interscambi
- Fermata autobus (linee 131, 161, 216, 312, 316 e 356)[3]
- Fermata tram (linee 20 e 26)[3]